# Rushmoor
Rushmoor is een Engels district in het shire-graafschap (non-metropolitan county OF county) Hampshire en telt 95.000 inwoners. De oppervlakte bedraagt 39 km².
Van de bevolking is 11,6% ouder dan 65 jaar. De werkloosheid bedraagt 2,0% van de beroepsbevolking (cijfers volkstelling 2001).

## Plaatsen in district Rushmoor
- Aldershot
- Farnborough